# Ichneumon saucius
Ichneumon saucius är en stekelart som beskrevs av Cresson 1864. Ichneumon saucius ingår i släktet Ichneumon och familjen brokparasitsteklar. Inga underarter finns listade i Catalogue of Life.